# Setting the World on Fire
«Setting the World on Fire» (рус. Мы зажигали мир) — песня американского кантри-певца и автора-исполнителя Кенни Чесни, вышедшая 28 июля 2016 года в качестве второго сингла с его 17-го студийного альбома Cosmic Hallelujah (2016) при участии певицы Пинк. Песня достигла позиции № 1 в американском хит-параде Billboard Country Songs. Авторами песни выступили Ross Copperman, Matt Jenkins, Josh Osborne.

## История
«Setting the World on Fire» достиг позиции № 1 в американском хит-параде кантри-музыки Billboard Hot Country Songs (23-й чарттоппер певца в этом основном хит-параде жанра кантри-музыки и 1-й после объединения его в гибридный чарт), позиции № 29 Billboard Hot 100 и № 1 в радиоэфирном чарте Country Airplay (где стал 5-м чарттоппером). Если суммировать все синглы певца, побывавшие на первом месте в Hot Country Songs и Country Airplay, то это его 27-й кантри-чарттоппер по сумме двух чартов (считая последний сингл за один, так как он возглавил оба хит-парада).
Песня получила положительные отзывы музыкальных критиков: Rolling Stone, Billboard.
К сентябрю 2016 года тираж сингла составил 287,000 копий в США.

## Музыкальное видео
Режиссёром музыкального видео выступил P. R. Brown, а премьера состоялась в сентябре 2016. Сами исполнители (Чесни и Пинк) в клипе не появляются, там в чёрно-белой стилистике рассказывается о любви двух молодых людей. Клип снимали два дня в августе 2016 года в Калифорнии.

## Чарты

### Еженедельные чарты
| Чарт (2016)                         | Высшая позиция |
| ----------------------------------- | -------------- |
| Австралия (ARIA)                    | 26             |
| Канада (Billboard Canadian Hot 100) | 48             |
| Канада (Billboard AC)               | 42             |
| Канада (Billboard Country)          | 1              |
| США (Billboard Hot 100)             | 29             |
| США (Billboard Adult Pop Airplay)   | 22             |
| США (Billboard Country Airplay)     | 1              |
| США (Billboard Hot Country Songs)   | 1              |

## Сертификации
| Регион                                                                      | Сертификация  | Продажи   |
| --------------------------------------------------------------------------- | ------------- | --------- |
| Австралия (ARIA)                                                            | Золотой       | 35 000    |
| Канада (Music Canada)                                                       | Платиновый    | 80 000    |
| США (RIAA)                                                                  | 2× Платиновый | 2 000 000 |
| Данные о продажах + прослушиваниях приведены только на основе сертификации. |               |           |